# Тогаево (Татарстан)
 Тогаево  — деревня в Тукаевском районе Татарстана. Входит в состав Шильнебашского сельского поселения.

## География
Находится в северо-восточной части Татарстана на расстоянии приблизительно 1 км на юго-восток от районного центра города Набережные Челны.

## История
Основана не позднее 1731 года, упоминалась еще как Ильинское. Деревня до 1860-х годов относилась к дворцовому, позднее удельному ведомству. Жители занимались земледелием, разведением скота. В начале 20 в. здесь функционировали церковно-приходская школа, кузница, хлебозапасный магазин, 2 бакалейные лавки. Имелись водяная мельница и поташный завод. 

## Население
Постоянных жителей было: в 1859—248, в 1870—476, в 1906—513, в 1920—437, в 1926—351, в 1938—517, в 1949—246, в 1958 и 1970 — по 136, в 1979—109, в 1989 — 48, 31 в 2002 году (русские 55 %), 44 в 2010.